# サン＝ラザール駅 (モネ)
『サン＝ラザール駅』（サン＝ラザールえき、仏: La Gare Saint-Lazare）は、クロード・モネが1877年に、フランス、パリのサン＝ラザール駅とその周辺をテーマに描いた一連の作品群の総称である。

## 概要
モネは、1877年1月、一時的にアルジャントゥイユを離れてパリにやってきて、サン＝ラザール駅の構内やその周辺で絵を描く許可を得るために奮闘し、また駅の付近に、絵を描くための部屋を借り、4月まで同駅の連作の製作に取り組んでいる。
この連作については、ウィルデンシュタイン作品番号で W438 から W449 までの計12点の作品が確認されているが、1877年4月に開催された第3回印象派展では、その中でいくつかの作品が出展されている。

## 作品
『サン＝ラザール駅、ノルマンディーからの列車』およびナショナル・ギャラリー所蔵の『サン＝ラザール駅』には、ノルマンディー線のプラットホームが、『サン＝ラザール駅、列車の到着』およびオルセー美術館所蔵の『サン＝ラザール駅』には、オートゥイユ線のプラットホームが描かれている。これらの作品では、ガラスを使用した三角屋根の下で、黒い蒸気機関車が発着する様子が描き出されている。
『サン＝ラザール駅、外の光景』(W446) では、駅舎の一部の他に、駅の外の景色が描かれている。『ヨーロッパ橋、サン＝ラザール駅』、『サン＝ラザール駅、外の光景』(W447) およびオルセー美術館所蔵の『サン＝ラザール駅』では、駅に隣接するヨーロッパ橋が描かれている。
『サン＝ラザール駅の外、陽光の効果』および『サン＝ラザール駅の外、列車の到着』には、同じ構図が用いられている。

### 作品一覧

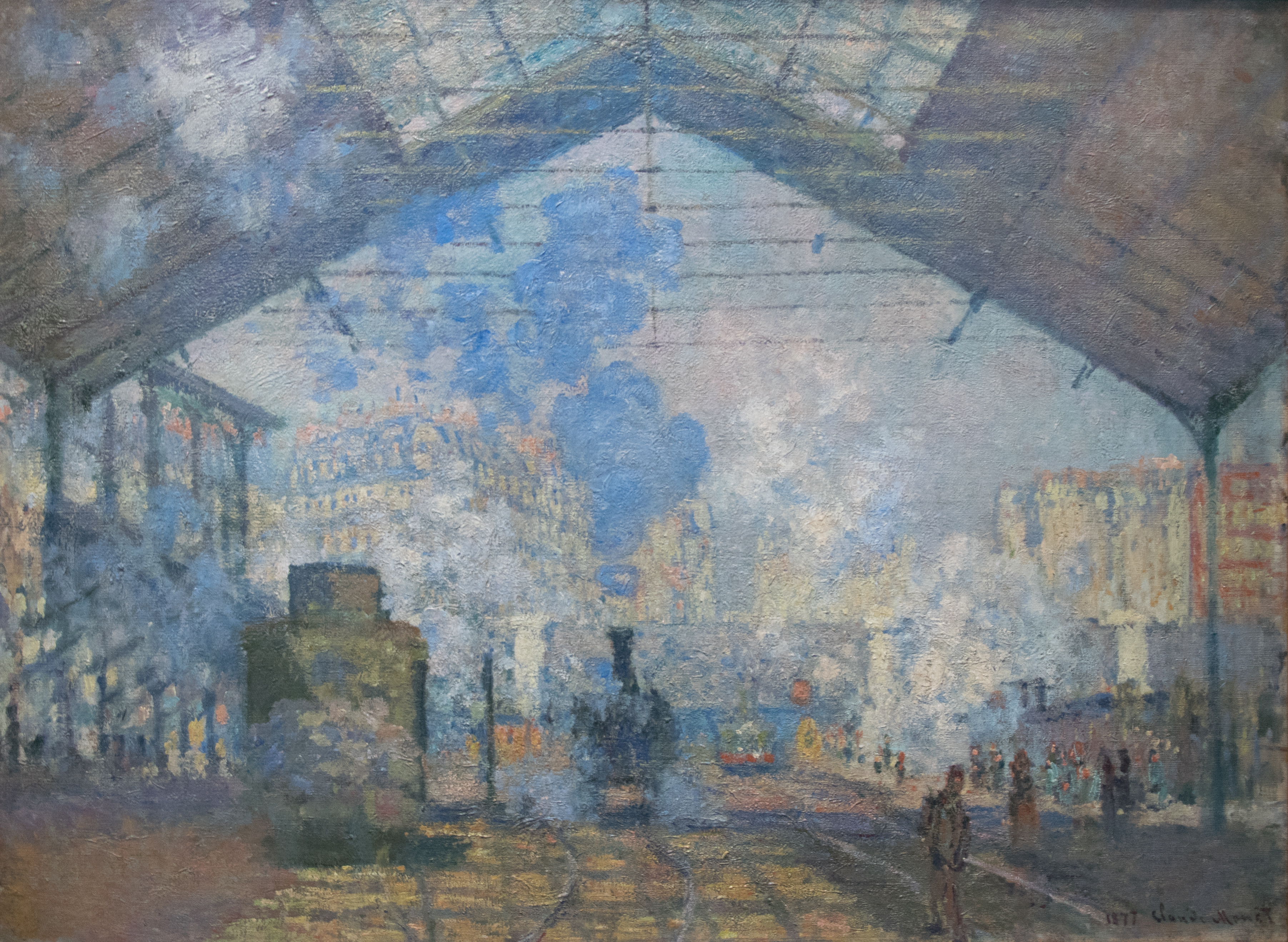
『サン＝ラザール駅』 W438、1877年、油彩、キャンバス、75 x 100 cm、オルセー美術館
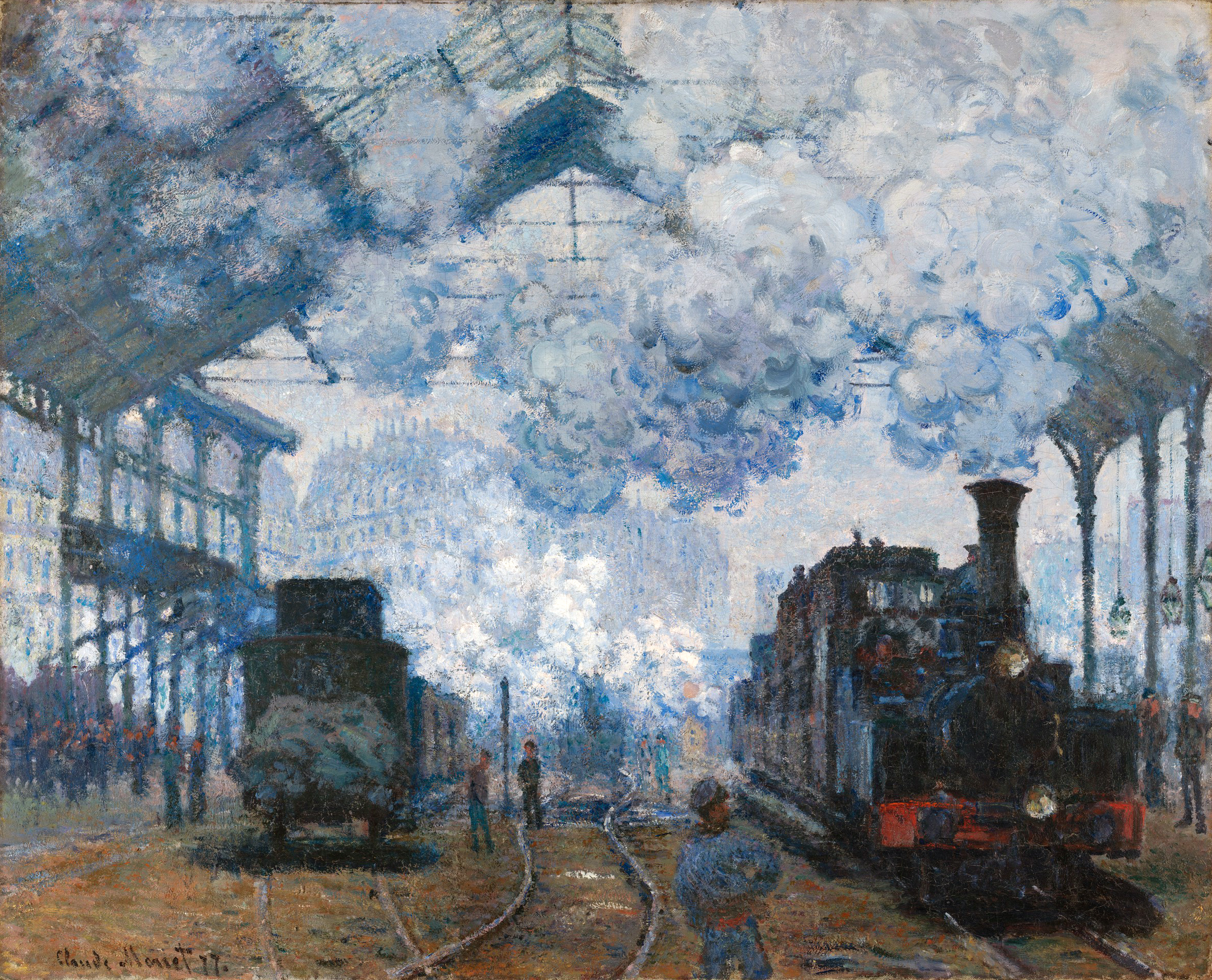
『サン＝ラザール駅、列車の到着』 W439、1877年、油彩、キャンバス、82 x 101 cm、フォッグ美術館
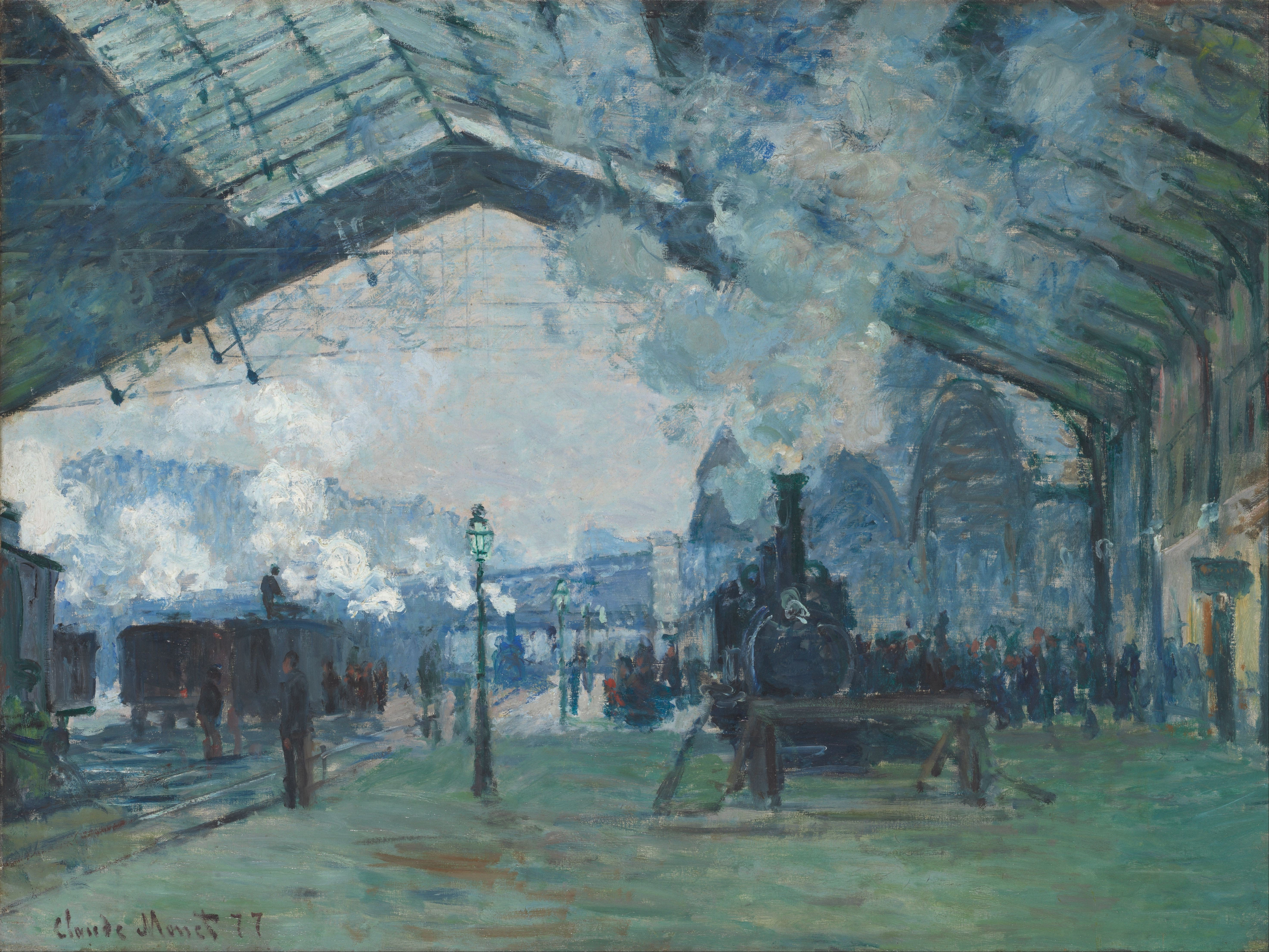
『サン＝ラザール駅、ノルマンディーからの列車』 W440、1877年、油彩、キャンバス、59.5 x 80 cm、シカゴ美術館
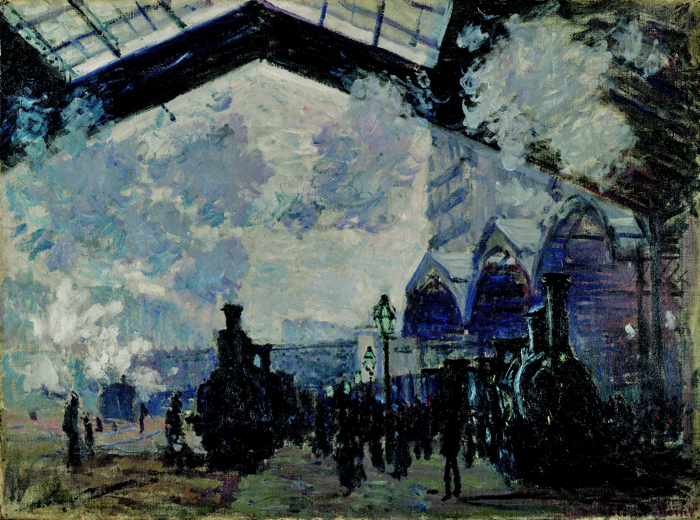
『サン＝ラザール駅』 W441、1877年、油彩、キャンバス、59.5 x 80 cm、 ナショナル・ギャラリー
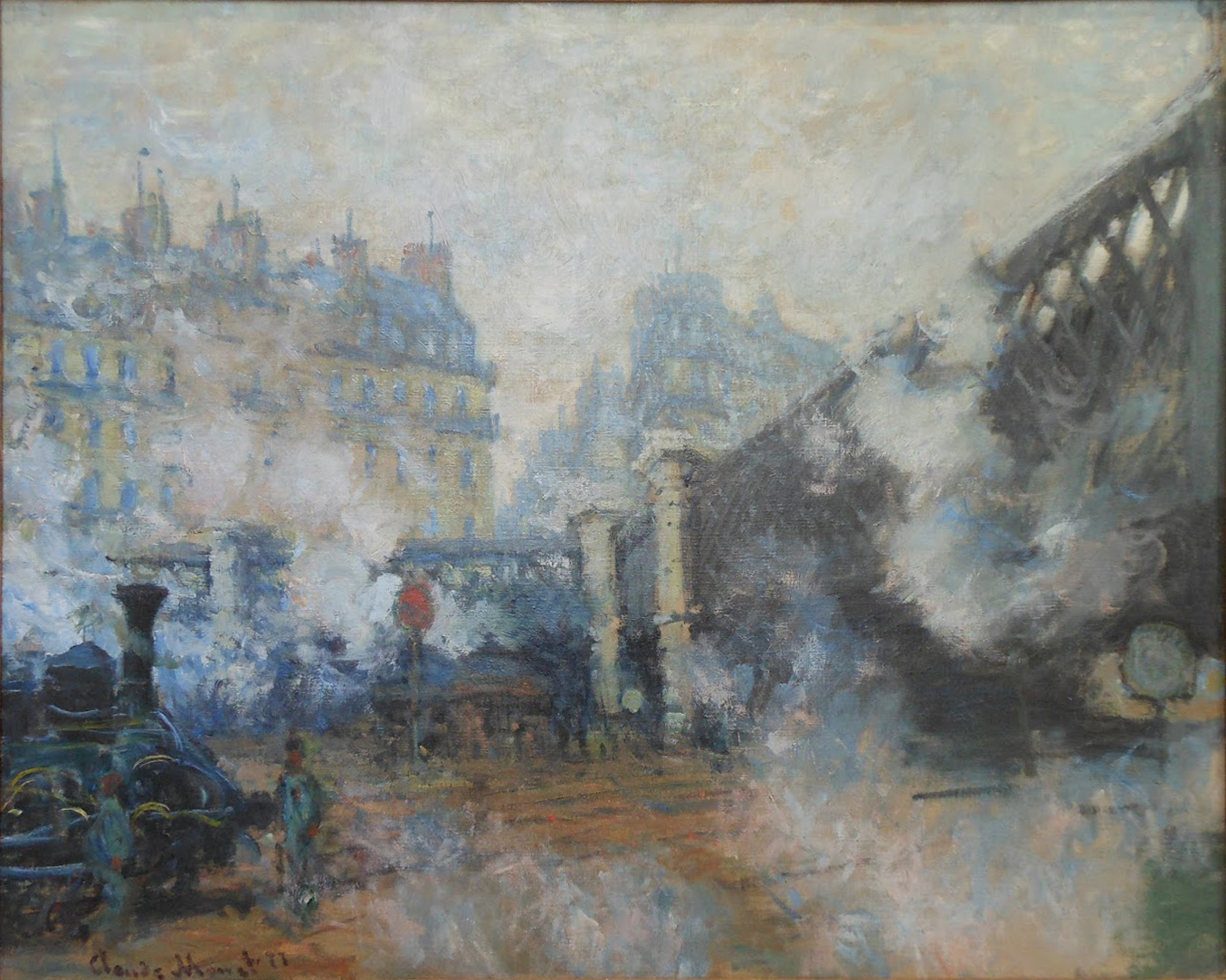
『ヨーロッパ橋、サン＝ラザール駅』 W442、1877年、油彩、キャンバス、64 x 81 cm、マルモッタン美術館
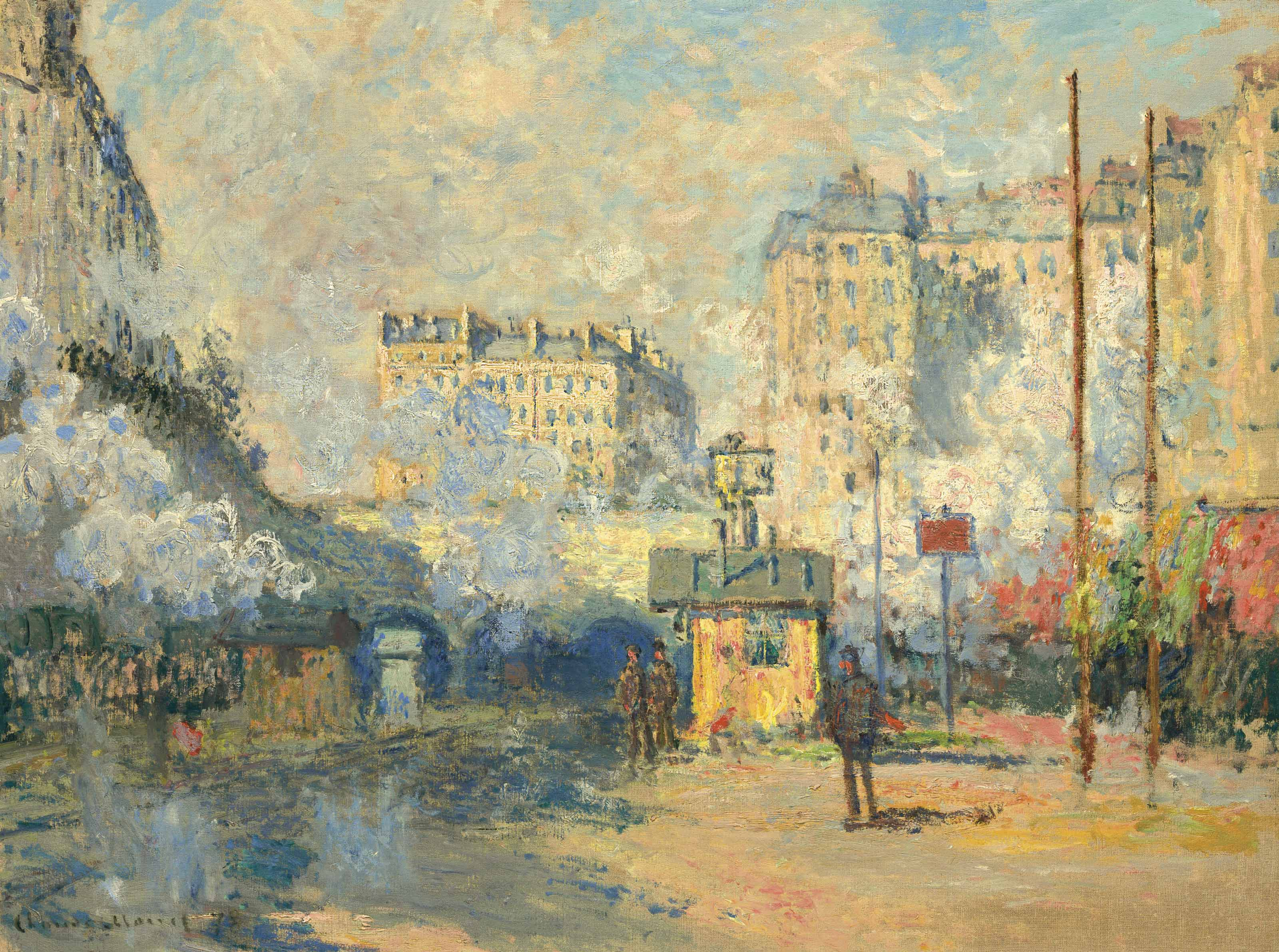
『サン＝ラザール駅の外、陽光の効果』 W443、1877年、油彩、キャンバス、60 x 80 cm、個人蔵
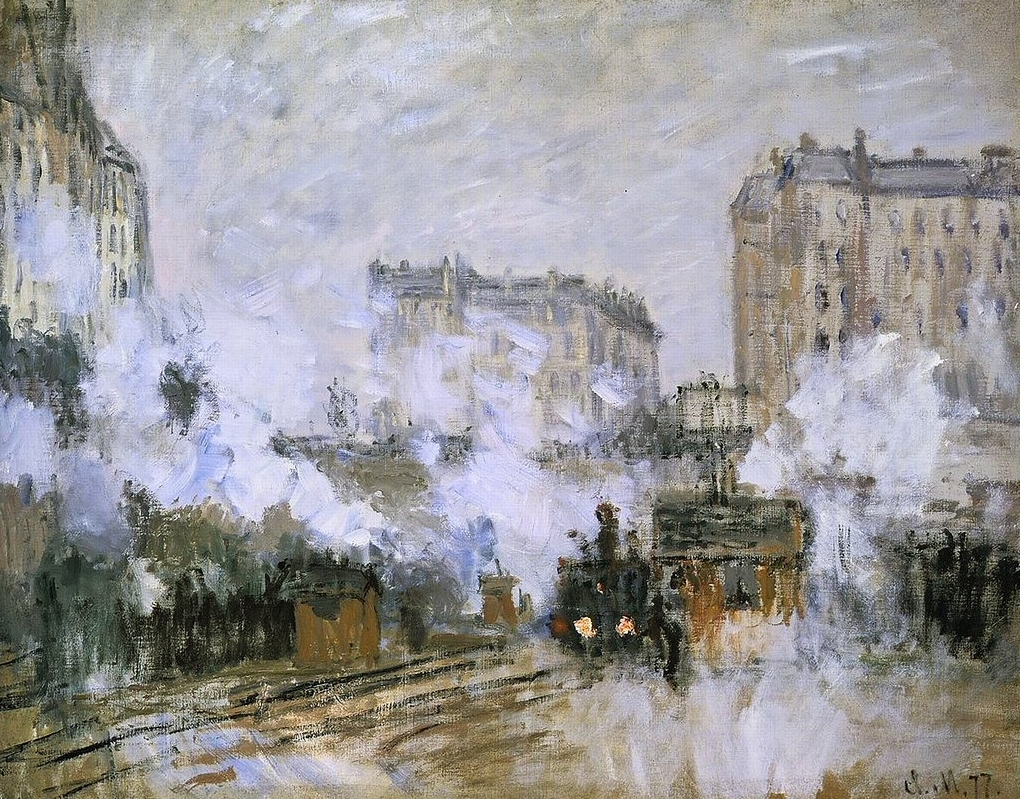
『サン＝ラザール駅の外、列車の到着』 W444、1877年、油彩、キャンバス、60 x 72 cm、個人蔵
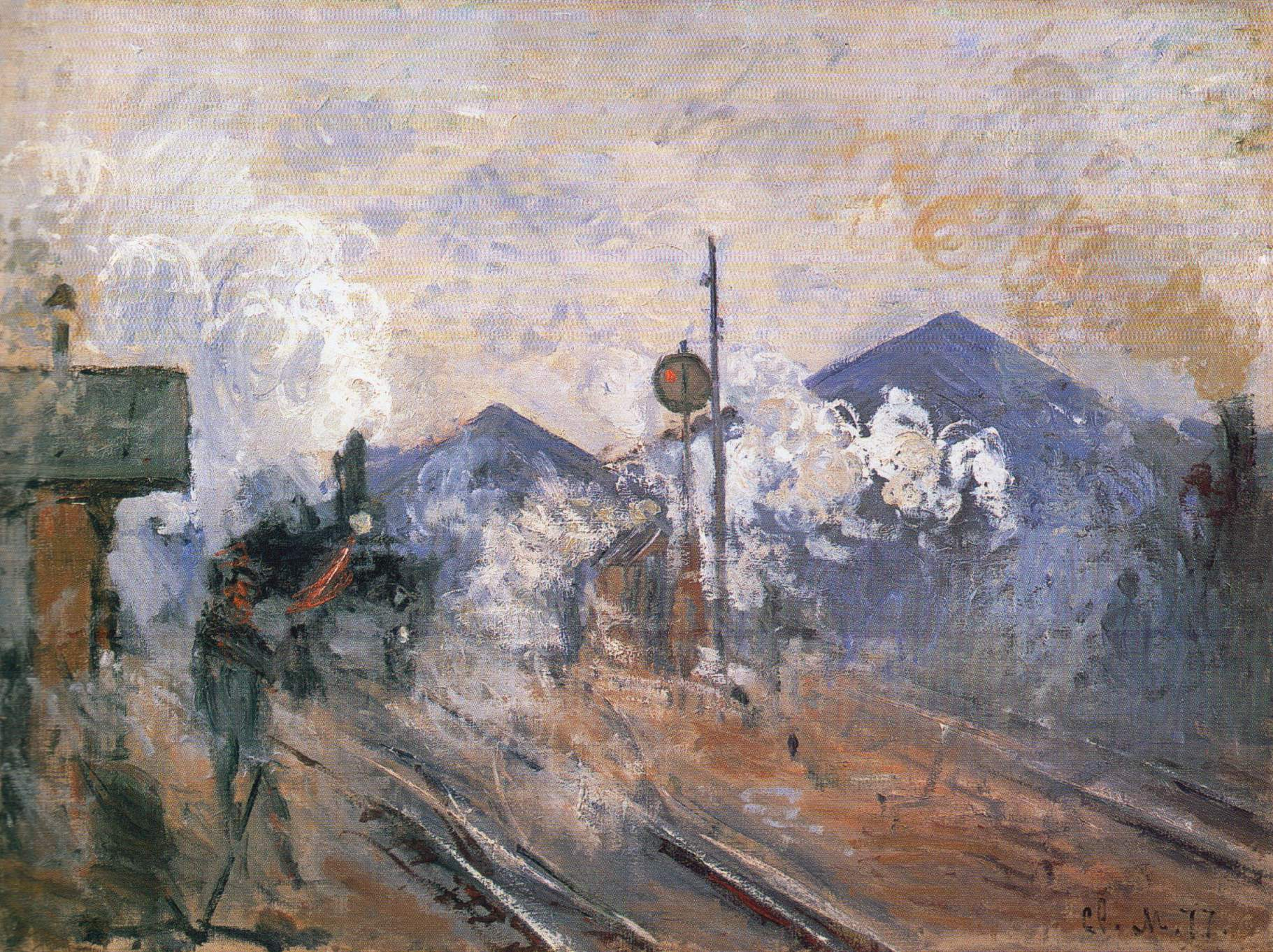
『サン＝ラザール駅、構外の線路』 W445、1877年、油彩、キャンバス、60 x 80 cm、ポーラ美術館
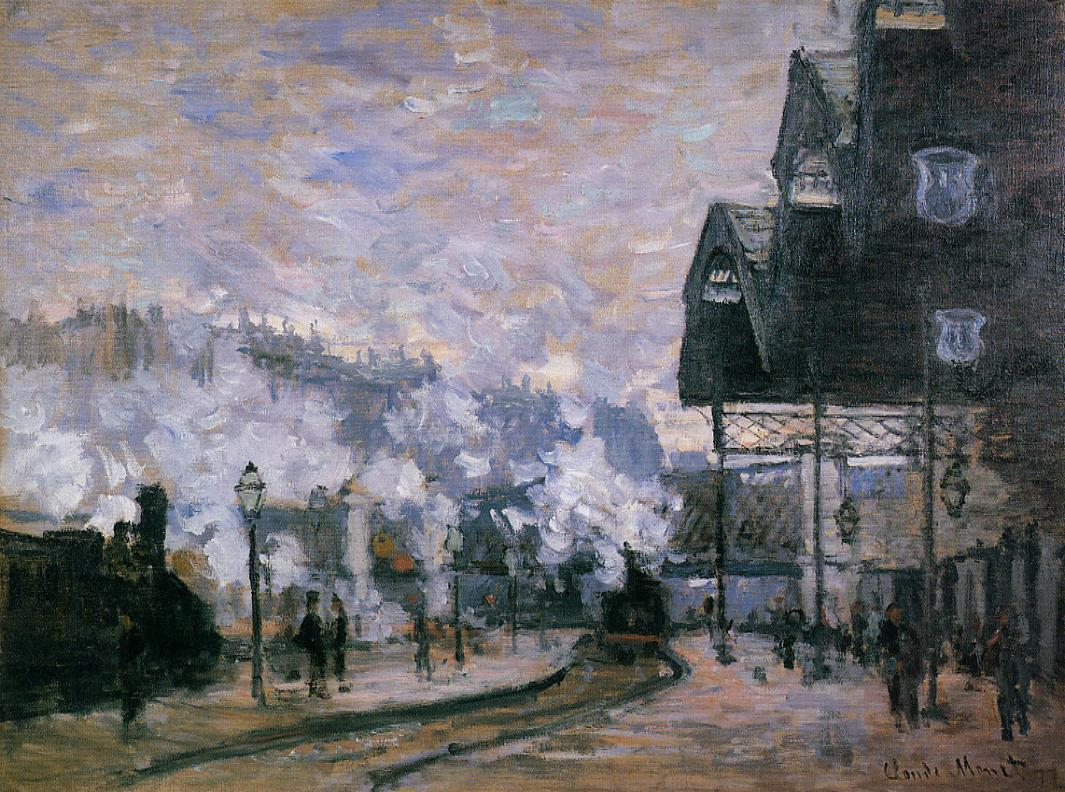
『サン＝ラザール駅、外の光景』 W446、1877年、油彩、キャンバス、60 x 80 cm、個人蔵
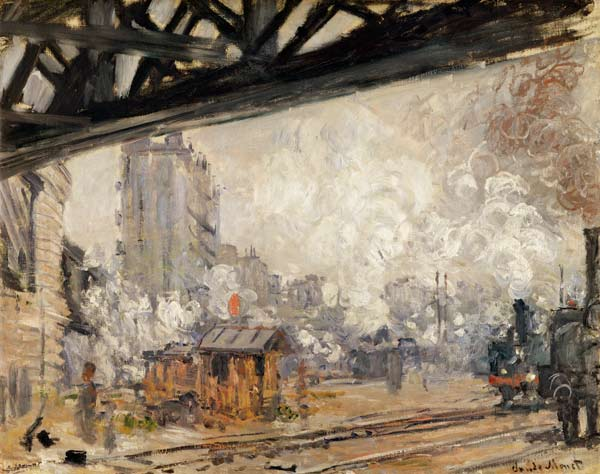
『サン＝ラザール駅、外の光景』 W447、1877年、油彩、キャンバス、64 x 81 cm、個人蔵
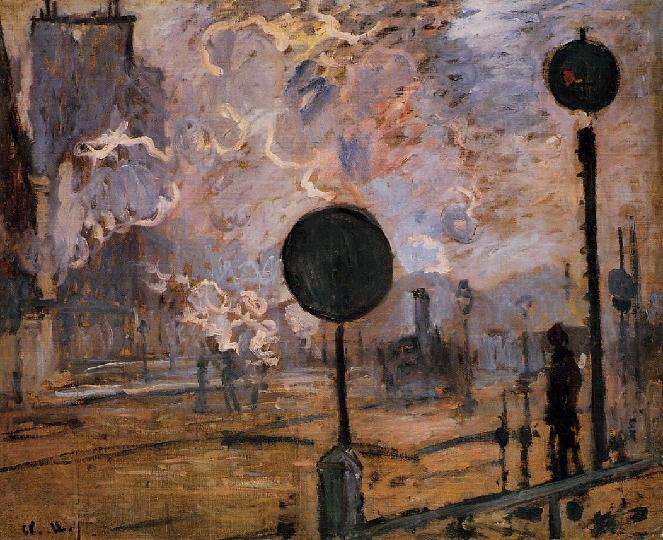
『サン＝ラザール駅、構外（信号）』 W448、1877年、油彩、キャンバス、64 x 81 cm、個人蔵
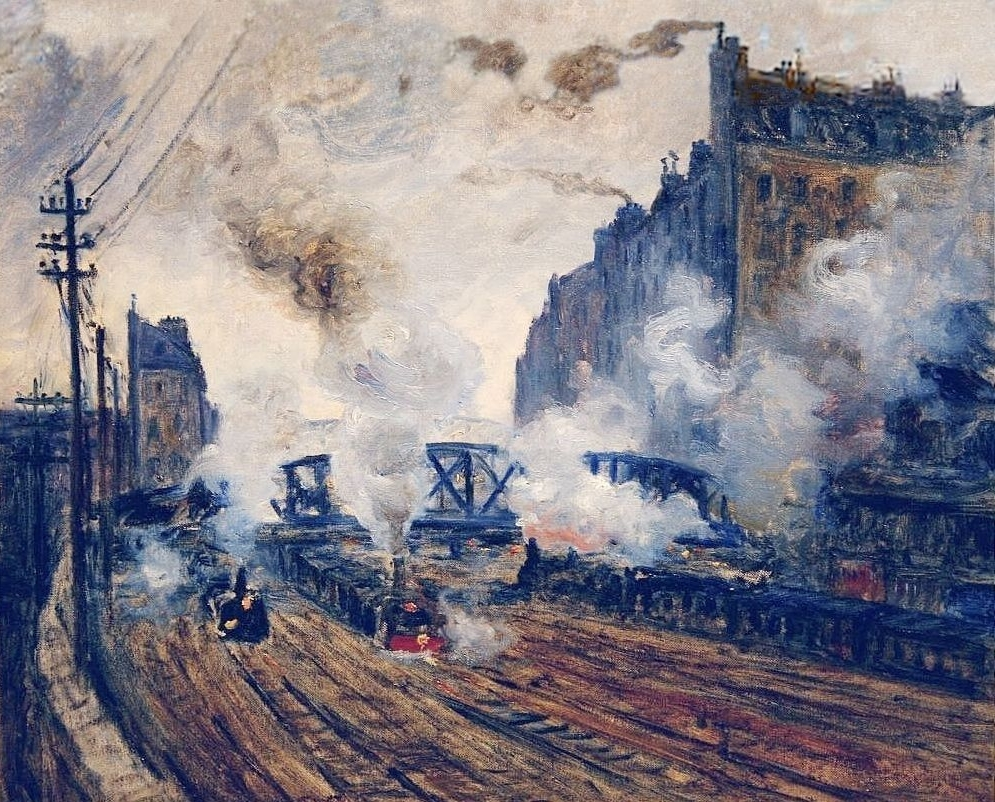
『バティニョールの切通し』 W449、1877年、油彩、キャンバス